# Braunsapis platyura
Braunsapis platyura là một loài Hymenoptera trong họ Apidae. Loài này được Reyes mô tả khoa học năm 1993.